# Craniidae
Ordre
Sous-ordre
Super-famille
Famille
Synonymes
- Valdiviathyrididae

Les Craniidae ou cranidés sont une famille de brachiopodes de la classe des Craniata.
La plupart des genres et espèces rattachés à cette famille qui existent depuis le début de l'Ordovicien il y a environ 470 Ma (millions d'années) sont aujourd'hui éteints. Seules une vingtaine d'espèces survivent de nos jours.
Les Cranidae sont la seule famille de la super-famille des Cranioidea, elle-même monotypique au sein du sous-ordre des Craniidina et de l'ordre des Craniida, ce qui fait que ces trois derniers taxons sont peu utilisés.

## Description
Les cranidés sont de petits brachiopodes qui vivent fixés sur le substrat du fond marin ou sur des coquilles de congénères ou d'autres coquillages.

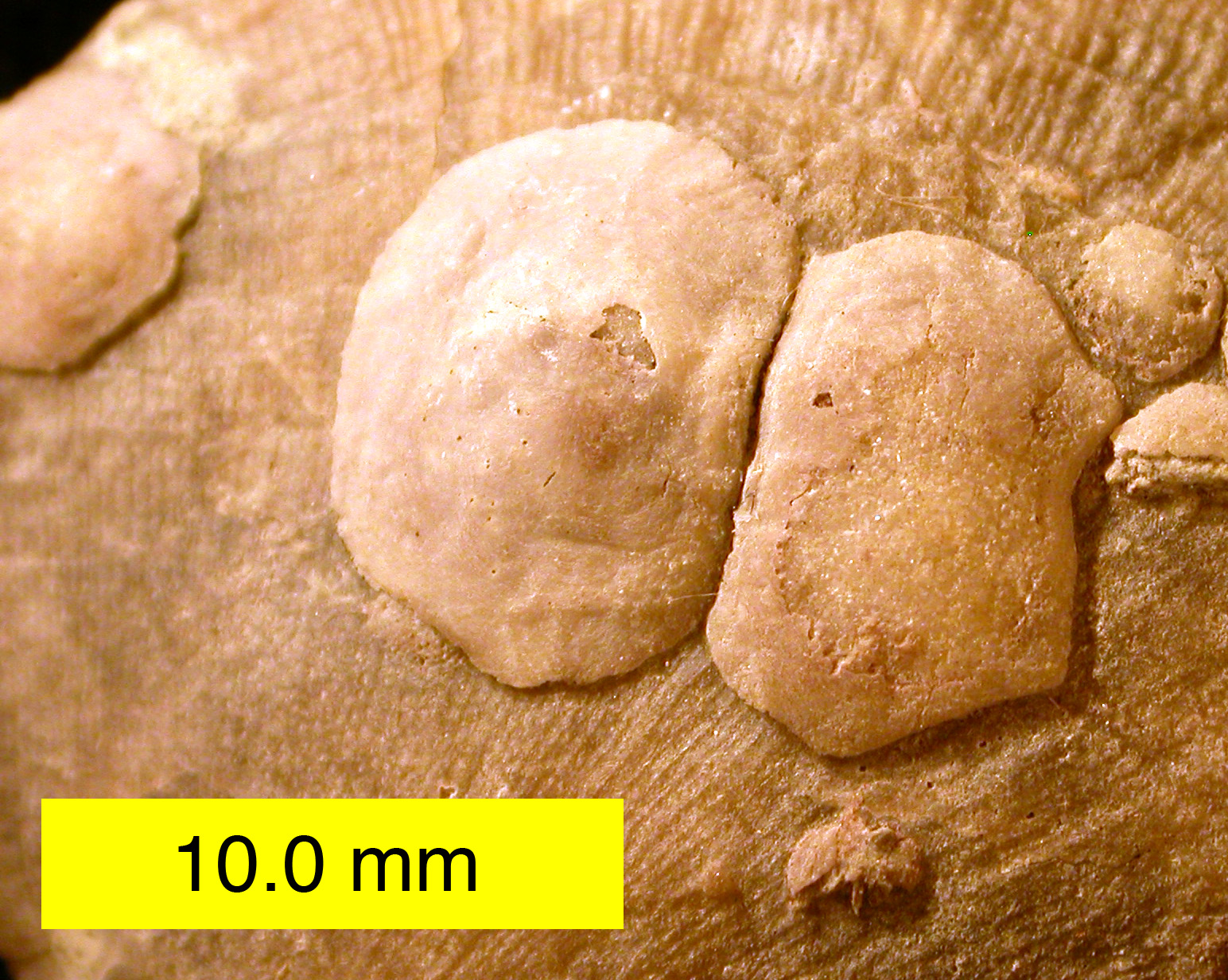
Fossiles de Petrocrania sp. genre de Craniidae fixés sur une coquille de grand brachiopodes de l'ordre des Strophomenida (Ordovicien supérieur de l'Indiana).

## Liste des genres
- Acanthocrania Williams, 1943
- Ancistrocrania Dall, 1877 (synonyme, Cranopsis)
- Craniscus Dall, 1871
- Conocrania Smirnova, 1996
- Danocrania Rozenkrantz, 1964
- Isocrania Jäkel, 1902
- Lepidocrania Cooper & Grant, 1974
- Nematocrania Grant, 1976
- Neoancistrocrania Laurin, 1992
- Novocrania Lee and Bruton, 2001
- Orthisocrania Rowell, 1963
- Petrocrania Raymond, 1911
- Philhedracrania Koken, 1889
- Pseudocrania McCoy, 1851[2]
- Valdiviathyris Helmcke, 1940[3],[4]